# Silene williamsii
Silene williamsii är en nejlikväxtart som beskrevs av Britt. Silene williamsii ingår i släktet glimmar, och familjen nejlikväxter. Inga underarter finns listade i Catalogue of Life.